# 奈沃-罗西耶尔
奈沃-罗西耶尔（法語：Naives-Rosières，法語發音：[nɛv ʁozjɛʁ]）是法国默兹省的一个市镇，属于巴勒迪克区。该市镇于1972年由原市镇奈沃德旺巴尔（Naives-devant-Bar）和罗西耶尔德旺巴尔（Rosières-devant-Bar）合并而成。

## 地理
奈沃-罗西耶尔（48°47'42"N, 5°12'57"E）面积15.93 平方千米，位于法国大東部大區默兹省，该省份为法国西北部内陆省份，北与比利时接壤，西接马恩省和阿登省，南至上马恩省和孚日省，东临默尔特-摩泽尔省。
与奈沃-罗西耶尔接壤的市镇（或旧市镇、城区）包括：瓦万库尔、巴勒迪克、伯奥讷、埃里兹圣迪济耶、卢瓦塞、雷松、吕蒙。

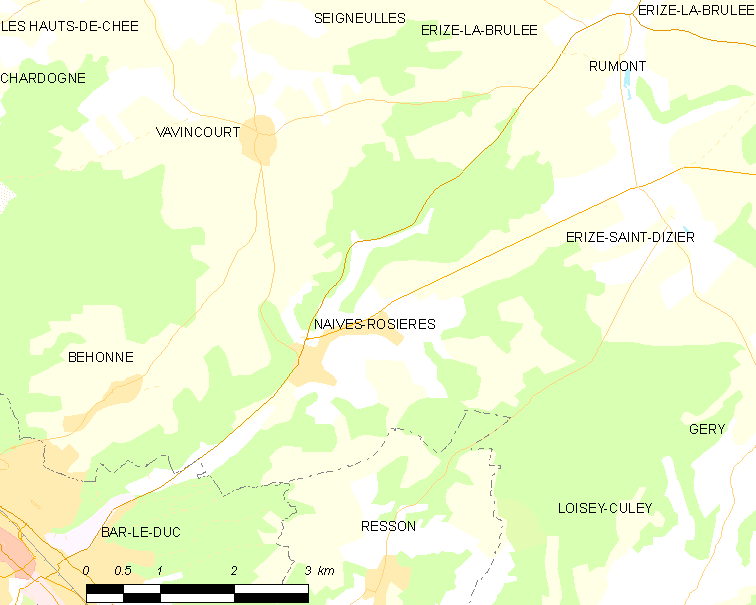
奈沃-罗西耶尔的OSM定位图

奈沃-罗西耶尔的时区为UTC+01:00、UTC+02:00（夏令时）。

## 行政
奈沃-罗西耶尔的邮政编码为55000，INSEE市镇编码为55369。

## 政治
奈沃-罗西耶尔所属的省级选区为巴勒迪克第一县。

## 人口

1962-2008年间奈沃-罗西耶尔人口变化图示

奈沃-罗西耶尔于2022年1月1日时的人口数量为809人。